# Adelheid de Habsburg-Lorena
Arhiducesa Adelheid a Austriei (3 ianuarie 1914 – 3 octombrie 1971) a fost membră a familiei imperiale austriece.

## Biografie

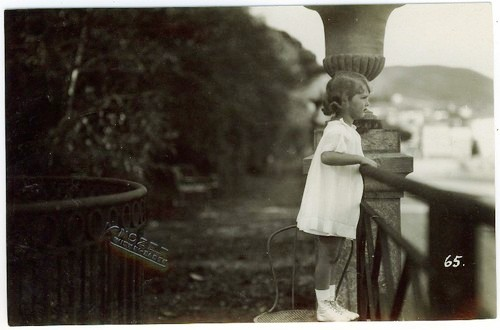
Arhiducesa Adelheid copil

Adelheid s-a născut la castelul Hetzendorf, ca al doilea copil și fiica cea mare a Arhiducelui Carol al Austriei și a soției acestuia, Zita de Bourbon-Parma. La 7 ianuarie 1914 a fost botezată de Friedrich Gustav Piffl, Prinț Arhiepiscop al Vienei; numele de botez a fost Adelheid Maria Josepha Sixta Antonia Roberta Ottonia Zita Charlotte Luise Immakulata Pia Theresia Beatrix Franziska Isabella Henriette Maximiliana Genoveva Ignatia Marcus d'Aviano. Nașii ei au fost bunica paternă Prințesa Maria Josepha a Saxoniei și unchiul matern Prințul Sixtus de Bourbon-Parma.
La 21 noiembrie 1916 unchiul mare al Adelheidei, împăratul Franz Joseph I al Austriei, a murit și tatăl ei i-a succedat ca împărat al Austriei și rege al Ungariei. În timpul Primului Război Mondial Adelheid își însoțea adesea tatăl și fratele Prințul Moștenitor Otto în călătorii pentru a inspecta trupele austriece.
În urma înfrângerii Imperiului austro-ungar în război, tatăl ei a fost forțat să renunțe la renunțe la participarea în treburile de stat și, ulterior, imperiul a fost destrămat și s-au format republici în Austria și Ungaria. În 1919 Adelheid și familia ei au fost trimiși în exil inițial în Elveția apoi pe o insula portugheză din Madeira. La 9 martie 1922 Adelheid era cu tatăl și fratele ei Otto când tatăl lor s-a dus în oraș să cumpere jucării pentru ziua fratelui lor mai mic, Karl Ludwig. Pe drumul de întoarcere au fost învăluiți de vapori de frig și tatăl ei a răcit; mai târziu a dezvoltat o pneumonie de care a murit la 1 aprilie, la vârsta de 34 de ani.
În decembrie 1933 ea a devenit primul membru al familiei care a pus piciorul în Viena de la formarea republicii, ajungând cu trenul de la Budapesta. Adelheid a urmat Universitatea de la Louvain și a obținut doctoratul în 1938. În timpul celui de-Al Doilea Război Mondial ea a emigrat cu mare parte din familia sa în Statele Unite pentru a scăpa de naziști.
Mai târziu, Arhiducesa Adelheid s-a întors în Europa. A murit la Pöcking, Bavaria, la vârsta de 57 de ani.